# Smash the Control Machine
Smash the Control Machine — це четвертий студійний альбом американського ню-метал гурту Otep. Він був випущений 18 серпня 2009 року. Також вийшла делюкс-версія із бонусним DVD. В упаковці альбому для тих людей, які зробили попереднє замовлення перед його виходом, містилися футболка із зображенням обкладинки альбому, а також постер із цим зображенням. Альбом був розпроданий у кількості 10 400 копій в перший тиждень після виходу, таким чином дебютувавши на 47-й сходинці чарту Billboard 200. Його продюсуванням займався Ульріх Вайлд, який раніше працював із такими гуртами, як White Zombie, Static-X, Bleeding Through та Pantera. Він також став останнім, у записі якого брав участь незмінний до цього басист гурту — Джейсон «eVil J» Мак-Ґвайр.

## Список треків
Автор слів Otep, автор музики Otep. 
| #   | Назва                          | Тривалість |
| --- | ------------------------------ | ---------- |
| 1.  | «Rise, Rebel, Resist»          | 3:59       |
| 2.  | «Sweet Tooth»                  | 4:21       |
| 3.  | «Smash the Control Machine»    | 3:44       |
| 4.  | «Head»                         | 5:11       |
| 5.  | «Numb & Dumb»                  | 4:26       |
| 6.  | «Oh, So Surreal»               | 4:21       |
| 7.  | «Run for Cover»                | 3:35       |
| 8.  | «Kisses & Kerosene»            | 4:12       |
| 9.  | «Unveiled»                     | 3:28       |
| 10. | «UR A WMN NOW»                 | 4:19       |
| 11. | «Serv Asat»                    | 2:30       |
| 12. | «Where the River Ends»         | 11:57      |
| 13. | «I Remember» (Прихований трек) | 8:34       |

- У деяких виданнях четвертий трек має назву «Head of Medusa».
- «Where the River Ends» завершується на 7:57, після чого йдуть 4 хвилини тиші, а потім — звучить прихований трек.
- Serv Asat — це анаграма до вислову «Art Saves» («мистецтво рятує»), який був використаний і в назві дебютного альбому гурту за 2002 рік — Sevas Tra.
- Пісня «Rise, Rebel, Resist» також є одним із офіційних саундтреків до відеогри Saints Row: The Third, де її можна почути на ігровій радіостанції 106.66 The Blood.

## Учасники
- Отеп Шамая — вокал
- Роб Паттерсон — гітара
- Емілі Отем — скрипка на «UR A WMN NOW»
- Коічі Фукуда — фортепіано на «UR A WMN NOW»
- Джейсон «eViL J» Мак-Ґвайр — бас-гітара, бек-вокал
- Марк «Moke» Бістані — ударні

## Нагороди
У 2010 році гурт Otep був номінований на нагороду від GLAAD Media Awards, як «видатний музичний виконавець» («Outstanding Music Artist») за альбом Smash the Control Machine. Нагородження відбулося на 21-й церемонії нагород GLAAD Media Awards.